# Bathystyeloides enderbyanus
Bathystyeloides enderbyanus är en sjöpungsart som först beskrevs av Wilhelm Michaelsen 1904.  Bathystyeloides enderbyanus ingår i släktet Bathystyeloides och familjen Styelidae. Inga underarter finns listade.